# Splendrillia intermaculata
Splendrillia intermaculata é uma espécie de gastrópode do gênero Splendrillia, pertencente a família Drilliidae.